# Alacska-busz (Budapest)
A budapesti Alacska-busz a Népliget, metróállomás és az Alacskai úti lakótelep között közlekedett. A vonalat a Budapesti Közlekedési Zrt. üzemeltette.

## Története
2000. augusztus 28-án indult új járat a Népliget, metróállomás és az Alacskai úti lakótelep között Alacska-busz néven.
2007 áprilisában a járat jelzését 254-esre változtatták, valamint a Szentlőrinci út és Pestszentimre, központ elnevezésű megállóhelyeken is megállt.

## Útvonala
| Alacskai úti lakótelep felé | Népliget, metróállomás felé                                                                                            |
| --- | --- |
| Népliget, metróállomás vá. – Népliget – Könyves Kálmán körút – Gyáli út – Nagykőrösi út – Nemes utca – Alacskai úti lakótelep vá. | Alacskai úti lakótelep vá. – Nemes utca – Nagykőrösi út – Gyáli út – Könyves Kálmán körút – Népliget, metróállomás vá. |

## Megállóhelyei
| 0  | Népliget, metróállomás végállomás | 24 | 1, 1A 103 Helyközi buszok Távolsági járatok |
| 21 | Nemes utca (↓) Ady Endre utca (↑) | 4  | 84, 193                                     |
| 23 | Kisfaludy utca                    | 2  | 82, 84, 182, 193                            |
| 24 | Damjanich utca                    | 1  | 193                                         |
| 25 | Alacskai úti lakótelep végállomás | 0  | 82A, 182A, 193                              |